# Фейн, Дэвид, 15-й граф Уэстморленд
Дэвид Энтони Томас Фейн, 15-й граф Уэстморленд (англ. David Anthony Thomas Fane, 15th Earl of Westmorland; 31 марта 1924 — 8 сентября 1993) — британский придворный, землевладелец и пэр. Он носил титул учтивости — лорд Бергерш с 1924 по 1948 год.

## Биография
Родился 31 марта 1924 года. Старший сын Вера Фейна, 14-го графа Уэстморленда (1893—1948), от достопочтенной Дианы Листер (1893—1983), дочери Томаса Листера, 4-го барона Рибблсдейла, и его первой жены Шарлотты Монктон Теннант. Младший брат — писатель Достопочтенный Джулиан Фейн (1927—2009).
Получив образование в Итонском колледже, он служил лейтенантом в Королевской конной гвардии во время Второй мировой войны, когда был ранен.
12 мая 1948 года Дэвид Фейн унаследовал титулы 15-го графа Уэстморленда (Пэрство Англии) и 15-го бароа Бергерша в графстве Сассекс (Пэрство Англии), став членом Палаты лордов Великобритании.
Лорд в ожидании королевы Елизаветы II в 1955—1978, 1990—1993 годах, шталмейстер (1978—1991), рыцарь-командор Королевского Викторианского ордена (1970) и кавалер Большого креста Королевского Викторианского ордена (1991), заместитель лейтенанта Глостершира (1991), командор Ордена Святого Иоанна.

## Семья
20 июня 1950 года лорд Уэстморленд женился на Джейн Барбаре Финдли (25 сентября 1928 — 1 сентября 2009), дочери подполковника, сэра Роланда Финдли, 3-го баронета (1903—1979), и Барбары Джоан Гаррард. У супругов было трое детей:
- Энтони Дэвид Фрэнсис Генри Фейн, 16-й граф Уэстморленд (род. 1 августа 1951)[2], старший сын и преемник отца.
- Достопочтенный Гарри Сент-Клер Фейн (19 марта 1953 — 15 декабря 2023)[2], эксперт по ювелирным изделиям Cartier[4]. С 1984 года был женат на Тессе Форсайт-Форрест, от брака с которой у него было двое детей. Его сын Сэм Майкл Дэвид Фейн (род. 1989) является предполагаемым наследником графского титула.
- Леди Камилла Диана Фейн (род. 26 декабря 1957)[2], в 1985 году она вышла замуж за Говарда Джона Хипвуда, от брака с которым у неё было двое детей.

Лорд Уэстморленд умер 8 сентября 1993 года в возрасте 69 лет, и титул графа унаследовал его старший сын Энтони (ранее лорд Бергерш).